# 도명진
도명진(都明進, 1972년 12월 24일 ~ )는 전 KBO 리그 태평양 돌핀스, 현대 유니콘스의 포수이다. 현재 부천고등학교 야구부 감독이다.

## 출신학교
- 재능중학교
- 동산고등학교
- 한양대학교 (1991학번)